# Carl Fredrik Nyman
Carl Fredrik Nyman  (Estocolmo, 31 de agosto de 1820 – Estocolmo, 26 de abril de 1893) foi um botânico sueco nascido em Estocolmo, especialista em musgos. Seu nome do meio é escrito alternativamente Frederik ou Frederick.
Nyman foi curador do Museu Sueco de História Natural de Estocolmo (1855–1889). Com Heinrich Wilhelm Schott (1794–1865) e Theodor Kotschy (1813–1866), ele foi editor da Analecta Botanica (1854).

## Obras
- Conspectus Florae Europaeae em quatro partes:
  - Primeira, publicada em setembro de 1878;
  - Segunda, em outubro de 1879;
  - Terceira, provavelmente em julho de 1881;
  - Quarta, em outubro de 1882.

E os suplementos em dezembro de 1885.
- Sylloge Florae Europaeae...Oerebroae, 1885.